# Трима мъже и момичето
Трима мъже и момичето е българска телевизионна новела от 1973 година по сценарий на Христо Монински. Режисьор е Магда Каменова, а оператор Алеко Драганов. Музиката е на Методи Иванов .
Известен още като Тримата мъже.

## Актьорски състав
| В главните роли | Изпълнител          |
| --------------- | ------------------- |
|                 | Досьо Досев         |
|                 | Лъчезар Стоянов     |
| Геро            | Джоко Росич         |
|                 | Руси Чанев          |
|                 | Меглена Караламбова |